# 화성 정원채 고가
화성 정원채 고가(華城 鄭元采 古家)는 대한민국 경기도 화성시 남양읍 송림동에 있는 조선시대의 가옥이다. 1985년 6월 28일 경기도의 민속문화재 제6호로 지정되었다.

## 개요
조선 후기에 지은 살림집으로 원래는 행랑채 등 많은 부속건물이 있었던 큰 규모의 집이었으나 현재는 안채·사랑채·문간채만이 남아 있다. 대문에 쓰여진 기록에 의하면 광무 8년(1904)에 지었다고 되어 있으나 안채는 이보다 이른 19세기 후반에 세운 것으로 보인다.
전체적인 구성은 ㄱ자형의 안채와 사랑채가 가운데 앞마당을 이루는 일반적인 형태로 되어 있지만 안채와 사랑채는 쓰임새에 알맞은 기능적인 구성을 하고 있다.
안채는 대청을 중심으로 동쪽에 건넌방, 서쪽에 안방을 두고 꺾여서 부엌을 두는 경기도 지방의 형식을 기본으로 하고 있다. 그러나 바깥쪽으로 마치 별당처럼 작은 대청과 건넌방을 덧붙여 신·구세대의 공간적인 분리와 살림살이의 편의를 조화시킨 평면으로 구성되어 있다. 사랑채는 바깥쪽으로 별도의 대문채와 안마당을 두어 남성의 공간을 분리시켰다. 문간채와 ㄱ자로 연결되는 부분에는 안마당으로 통하는 대문간을 두어 안과 밖을 구별하였다.
평면구성이나 구조기법의 변화에서 조선 후기의 건축적 특색을 엿볼 수 있는 건물이다.

## 참고 자료
- 화성 정원채 고가 - 국가유산청 국가유산포털